# Cameron Long
Cameron Scott Long (Palm Bay, 30 dicembre 1988) è un ex cestista statunitense.

## Palmarès

### Squadra
- Coppa di Lega israeliana: 1

Maccabi Rishon LeZion: 2018

### Individuale
- MVP Coppa di Lega israeliana: 1

Maccabi Rishon LeZion: 2018
- All-Israeli League Second Team: 1

Maccabi Rishon LeZion: 2018-19